# Nanilla delauneyi
Nanilla delauneyi là một loài bọ cánh cứng trong họ Cerambycidae.